# Kauman (Batang)
Kauman is een bestuurslaag in het regentschap Batang van de provincie Midden-Java, Indonesië. Kauman telt 14.575 inwoners (volkstelling 2010).